# Derbforgaill
Dearbhfhorghaill (ortografía antigua: Derbforgaill) (1108-1193), anglicanizado como Derval, era hija de Murchad Ua Maeleachlainn, rey de Meath, y de su mujer Mor (m. 1137), hija de Muirchertach Ua Briain. Es conocida popularmente como la "Elena de Irlanda" ya que su secuestro por Diarmait Mac Murchada, rey de Leinster, en 1152 de manos de su marido Tigernán Ua Ruairc motivó en parte la llegada de los normandos a Irlanda, pese a que su peso en toda las historia ha sido muy exagerado y con frecuencia malinterpretado.
Inusualmente para una mujer de su tiempo, es mencionada al menos cinco veces en los anales contemporáneos: su abducción por Diarmait en 1152 (Anales de Clonmacnoise), (a pesar de que a finales del año siguiente había abandonado Leinster y regresado a las tierras de su familia en Meath, posiblemente después de negociaciones con su familia paterna); su donación a la abadía cisterciense de Mellifont de telas para el altar, un cáliz de oro, y 60 onzas de oro durante la ceremonia de consagración en 1157 (Anales de los Cuatro Maestros); la finalización de la Iglesia de las Monjas en Clonmacnoise en 1167 (Anales de los Cuatro Maestros); su retiro a Clonmacnoise en 1186 (Anales de Úlster, Anales de Lough Cé); y su muerte en Clonmacnoise en 1193 (Anales de Úlster, Anales de los Cuatro Maestros).
Tigernán Ua Ruairc tuvo tres niños, Melaghlin (m. 1162), Aed, descritos como príncipe coronado de Breifne, muerto por los anglonormados (1171) y Dowchawley (m. 1171), esposa de Ruaidri Ua Conchobair, rey supremo de Irlanda, pero si su madre fue o no Derbforgaill no es seguro.

## Abducción e invasión normanda de Irlanda

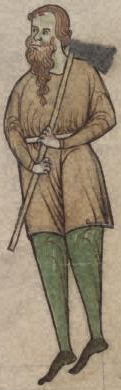
Diarmait Mac Murchada, Rey de Leinster, folio 56r de la Biblioteca Nacional de Irlanda MS 700 (Expugnatio Hibernica).

Derbforgaill es recordada sobre todo por su secuestro por Diarmait Mac Murchada, rey de Laigin (Leinster) en 1152, un supuesto catalizador de la invasión normanda de Irlanda a finales del siglo XII. Su abducción tuvo lugar en un contexto de esfuerzo militar conjunto contra su marido por Tairdelbach Ua Conchobair (rey de Irlanda) y Mac Murchada. Los anales supervivientes difieren entre sí en algunos de sus detalles, pero se diferencia significativamente de fuentes inglesas posteriores en que no mencionan los acontecimientos de los años 1150 y 1160 para crear la sensación de que el secuestro de Derbforgaill jugó una parte directo e inmediato en el destierro de Mac Murchada y su búsqueda de la ayuda inglesa.

### Relatos analísticos irlandeses
De los relatos existentes sobre la abducción, el de los Anales de Tigernach es probablemente el único que es contemporáneo de los hechos:
Un ejército der Toirdhealbhach Ó Conchobhair y Diarmaid Mac Murchadha contra Tighearnán Ó Ruairc, y quemaron Bun Cuilinn e infligió una derrota a Tighearnán, e hizo al hijo de Giolla Bruide Ó Ruairc rey de Conmaicne, y consiguió el señorío de todos ellos. Y Diarmaid mac Murchadh, rey de Leinster, se llevó por la fuerza fuera de Meath a la mujer de Ó Ruairc, esto es, Derbhfhorgaill, hija de Murchadh, con sus riquezas.
La misma fuente afirma que huyó de Mac Murchada al cabo de un año. La siguiente fuente más fiable es la que figura en el Anales de los Cuatro Maestros del siglo XVII, que informan que:
Un ejército fue dirigido por Mac Lochlainn en Meath, hasta Rath-Ceannaigh, para encontrarse con los hombres de Irlanda; y Toirdhealbhach llegó a Meath, para encontrarse con Ua Lochlainn y Diarmaid Mac Murchadha, Rey de Leinster. Dividieron Meath en dos partes en esta ocasión; entregaron desde Cluain-Iraird hacia el oeste a Murchadh Ua Maeleachlainn, y el este de Meath a su hijo, Maeleachlainn. Tomaron Conmhaicne de Tighearnan Ua Ruairc, después de haberle derrotado; y quemaron la ciudad llamada Bun-cuilinn, y dio al jefatura al hijo de Gillabraide Ua Ruairc, y sus rehenes fueron entregados a Toirdhealbhach Ua Conchobhair. En esta ocasión Dearbhforgaill, hija de Murchadh Ua Maeleachlainn, y mujer de Tighearnan Ua Ruairc, fue llevada por el Rey de Leinster, i.e. Diarmaid, con su ganado y mobiliario; y llevó con ella, según el consejo de su hermano, Maeleachlainn. Allí surgió entonces una guerra entre los Ui-Briuin y los hombres de Meath.
Los Anales de los Cuatro Maestros claramente están utilizando múltiples fuentes en este asunto, ya que el regreso de Derbforgaill de Laigin en 1153 está indicado dos veces. Primero como consecuencia de haber sido llevada a la fuerza por Tairdelbach Ua Conchobair y retornada a su hermano varón (y no a su marido), y una segunda vez de modo similar a la de los Anales de Tigernach (en la que regresaba a Ua Ruairc motu proprio). La descripción de los Anales de Clonmacnoise es bastante cercana a la de los Cuatro Maestros, a pesar de que es más colorida y es el único de los anales irlandeses en ofrecer un juicio moral sobre Mac Murchada, mientras acusa simultáneamente a Ua Ruairc:
Dermott mcMurrogh Rey de Leinster se llevó a la señora Dervorgill, hija del dicho Morrogh o'Melaghlin, y mujer de Tyernan o'Royrck, con su ganado con él, y la retuvo por largo tiempo para satisfacer su insaciable, carnal y adúltera lujuria, ella fue procurada e inducida a ello por su  hermano Melaghlin por algunos abusos que su marido Tyernan hizo antes.
De los relatos irlandeses restantes, El libro de Mac Carthaigh parece haber sido escrito después de la invasión y parece seguir relatos ingleses, mientras los Anales de Boyle no añaden detalles adicionales.

### Primeros relatos ingleses
Los dos relatos ingleses más antiguos que tratan el secuestro de Derbforgaill son la Expugnatio Hibernica de Giraldus Cambrensis y el poema anónimo anglonormando francés popularmente conocido por su título moderno La Canción de Dermot y el Conde.

La Canción de Dermot y el Conde y Expugnatio Hibernica siguen el mismo patrón, retratando el secuestro de Derbforgaill en 1152 y el destierro de Mac Murchada en 1166 como ocurriendo al mismo tiempo. La Canción afirma que Derbforgaill se había enamorado con Diarmait, que en cambio sólo fingió haberse enamorado, en un esfuerzo por alejarla de Ua Ruairc, como medio de vengar las injusticias anteriores infligidas por Leth Cuinn (la mitad norte de Irlanda) a Leth Moga (la mitad sur de Irlanda). Ella concertó una cita para que él la pudiera llevar a Laigin sin problemas. Se dice que Ua Ruairc se quejó al (no nombrado) rey de Connacht, que convenció a los aliados de Mac Murchada para abandonarle y forzar su exilio. En los acontecimientos, tal como narra la Canción (y hasta cierto punto los Anales de Clonmacnoise y los Anales de los Cuatro Maestros) Derbforgaill es claramente una víctima, pero en la obra de Gerald de Gales, Expugnatio Hibernica aparece como más culpable:
En una ocasión en que Ua Ruairc rey de Meath había salido en una expedición a distintos destinos lejanos, su mujer, hija de Ua Máelechlainn, a quien había dejado en una isla en Meath, fue secuestrada por el antedicho Diramait, que llevaba mucho tiempo ardiendo de amor con ella y aprovechó la ausencia de su marido. Sin duda fue secuestrada porque quería serlo y, como 'la mujer es siempre una voluble e inconstante criatura', ella misma arregló que ella sería el premio del secuestrador.
Casi la mayoría de catástrofes notables de todo el mundo han sido causadas por mujeres, atestiguan Marco Antonio y Troya. El rey Ua Ruairc se enfureció con extremo enojo por dos razones, de las que el deshonor, más que la pérdida de su esposa, le afligían más más profundamente, y descargó todo el veneno de su furia en la venganza. Y así reunió y preparó sus propias fuerzas y las de los pueblos vecinos y llevó al mismo propósito a Ruaidrí, príncipe de Connacht y en aquel tiempo gobernante supremo de toda Irlanda. Los hombres de Leinster, viendo que su príncipe estaba ahora en una posición difícil y rodeado de enemigos por todos lados, intentaron repudiarlo y evocaron injusticias que habían escondido y almacenado profundamente en sus corazones. Hicieron causa común con sus enemigos, y los hombres de rango de estas personas desertaron a Mac Murchada junto con su buena fortuna... él finalmente confió su vida al mar en fuga y como último recursos de salvarse.
Además de las referencias clásicas a Mark Antony y Troya, la mención utilizada por Gerald es de la presió de Mercurio sobre Aeneis para abandonar a Dido y cumplir su destino navegando a Italia, en la Eneida.
El secuestro de 1152 ha sido interpretado de diferentes maneras. Parece que Derbforgaill fue voluntariamente y que se llevó su ganado y su ajuar con ella, persuadida por su hermano menor Maeleachlainn. Se ha sugerido que fue un intento por parte de su familia paterna, la familia real de Meath de forjar una nueva alianza mediante matrimonio, con Diarmait Mac Murchada. Formalizar tratados a través del matrimonio parece haber sido una práctica habitual en la Irlanda del siglo XII, como atestigua el matrimonio de la hija de Diarmait Mac Murchada, Aoife, con Strongbow, mientras que en 1165, la hija del rey de Ulad fue tomada como rehén por el rey supremo simplemente para evitar que fuera utilizada para crear nuevas alianzas.
La mayoría de historiadores están de acuerdo que no hubo romances implicados y que la política dinástica estaba en la base de las disputas. Aun así, parece que Tigernán se sintió ofendido, insistiendo en reclamar compensación legal de 100 onzas de oro de Diarmait en 1167, lo que fue ejecutado por Ruaidri Ua Conchobair.